# Landesregierung Karall I
Die Landesregierung Karall I unter Landeshauptmann Lorenz Karall bildete die Burgenländische Landesregierung von der Wahl durch den Burgenländischen Landtag in der V. Gesetzgebungsperiode am 4. Jänner 1946 bis zur Angelobung der Landesregierung Karall II. Nach der Landtagswahl 1945 stellten die Österreichische Volkspartei (ÖVP) und die Sozialdemokratische Partei Österreichs (SPÖ) jeweils drei der Mitglieder der Landesregierung.
Nachdem Ludwig Leser (SPÖ) am 30. Oktober 1946 im Amt verstorben war, übernahm der bisherige Landesrat Alois Wessely (SPÖ) am 8. November 1946 das Amt des Landeshauptmann-Stellvertreters. Für Wessely wurde am 8. November 1946 Ludwig Peschy als Landesrat angelobt. Peschy legte am 28. Juni 1949 seine Funktion zurück und wurde durch Heinrich Knotzer (SPÖ) ersetzt.

## Regierungsmitglieder
| Amt                                                     | Name             | Partei | Zuständigkeitsbereiche                                                                   |
| ------------------------------------------------------- | ---------------- | ------ | ---------------------------------------------------------------------------------------- |
| Landeshauptmann                                         | Lorenz Karall    | ÖVP    | Präsidium, Personal, Unterricht&Kultus, Personenstand, Vermögenssicherung                |
| Landeshauptmann-Stellvertreter                          | Alois Wessely    | SPÖ    | Bau, Verkehr, Wirtschaftsplanung                                                         |
| Landesrat                                               | Johann Bauer     | ÖVP    | Land&Forst-wirtschaft, Ernährung, Preiskontrolle, Veterinär                              |
| Landesrat                                               | Johann Wagner    | ÖVP    | Gewerbe, Gemeinden, Baustoffbewirtschaftung, Elektrizität, Sparkassen, Feuerwehr&Rettung |
| Landesrat                                               | Hans Bögl        | SPÖ    | Finanzen, Tourismus, Pressedienst                                                        |
| Landesrat                                               | Heinrich Knotzer | SPÖ    | Soziales, Sanität                                                                        |
| Vorzeitig ausgeschiedene Mitglieder der Landesregierung |                  |        |                                                                                          |
| Landeshauptmann-Stellvertreter                          | Ludwig Leser     | SPÖ    |                                                                                          |
| Landesrat                                               | Ludwig Peschy    | SPÖ    | Soziales, Sanität                                                                        |